# Échafaudage

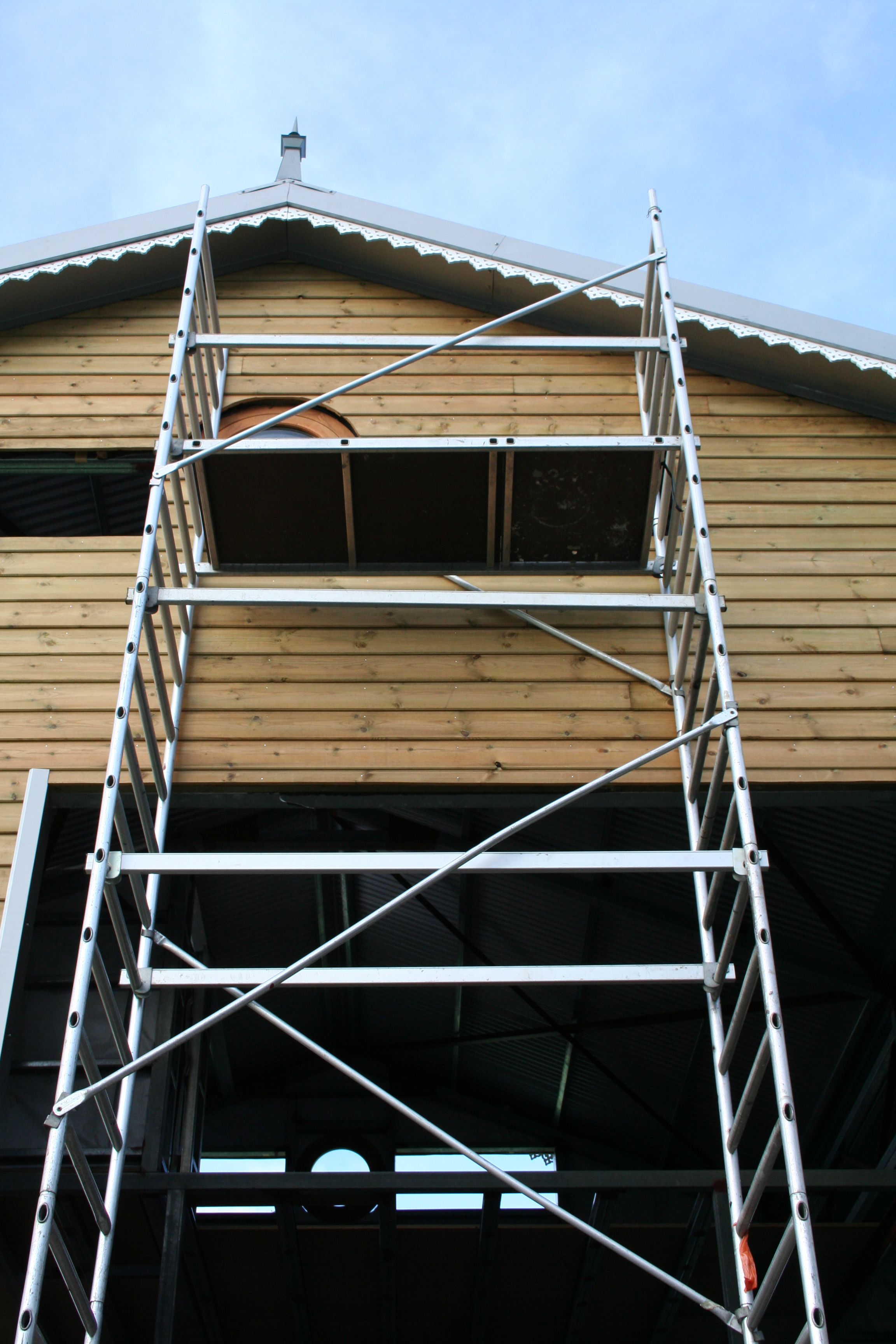
Petit échafaudage sur le chantier d'une maison individuelle à Saint-Denis de La Réunion.

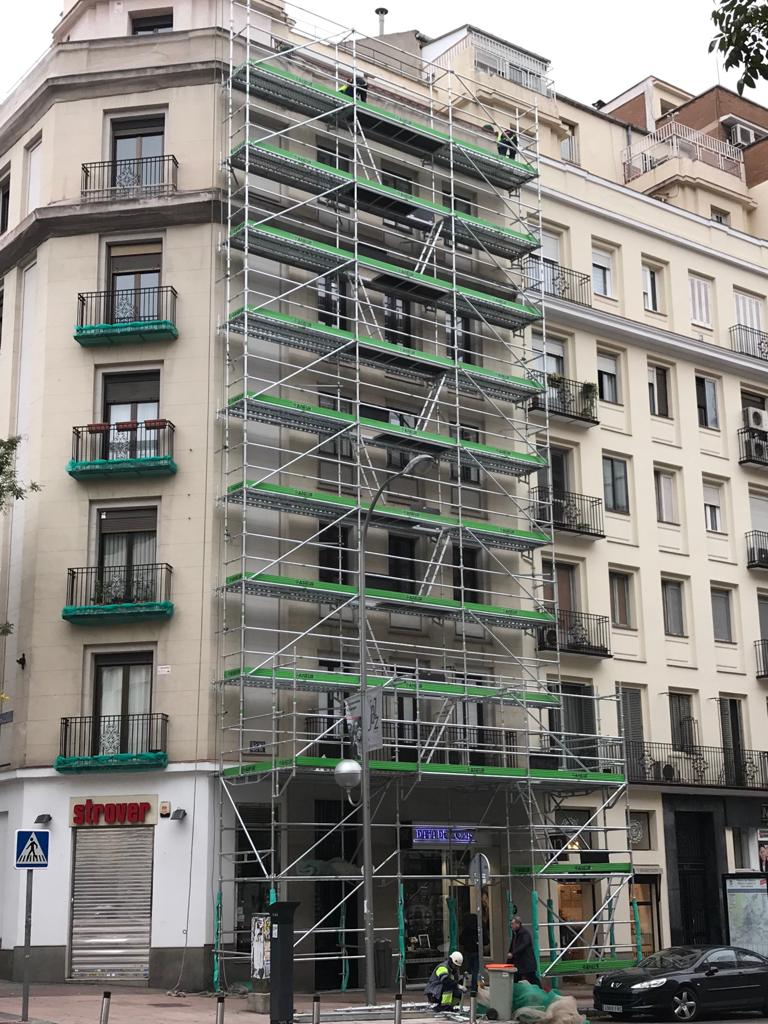
Échafaudage utilisés pour une réfection de la façade d'un bâtiment.

Un échafaudage est une construction temporaire constituée de ponts, de passerelles ou de plates-formes soutenus par une charpente en bois, en acier ou en aluminium. Il est destiné à permettre l'accès des artisans et du matériel en tous points d'un bâtiment à édifier ou à réparer.
Il existe trois catégories d'échafaudage : fixe, suspendu ou roulant.
Les échafaudages fixes sont eux-mêmes répartis en trois catégories :
- échafaudage de façade ;
- échafaudage multidirectionnel ;
- échafaudage de maçon.

L’ouvrier chargé de monter les échafaudages s’appelle « échafaudeur » ou « échafaudier ».
Les échafaudages ont connu de nombreuses évolutions techniques au cours des dernières années notamment du fait en Europe de l'évolution de la réglementation (Décret no 2004-924 du 1er septembre 2004) et la publication de nouvelles normes européennes.
Permettant d'accéder et de travailler en hauteur, l'échafaudage doit, selon les normes techniques et la réglementation, être conçu et monté afin d'éviter les chutes des utilisateurs.
En l'absence de directive européenne, le marquage CE n'existe pas pour les échafaudages.
En revanche, en France, un référentiel MARQUE NF existe pour compenser cette absence.

## Risques d'accidents
La moitié des accidents d'échafaudage sont des chutes de hauteur. L'emploi d'un échafaudage est strictement codifié par le Code du Travail.
Les ouvriers sont équipés, et les passants protégés avec des filets anti-chute, de la signalisation, des barrières.
La météo et la qualité du sol sont des facteurs aggravants des risques encourus. En partenariat avec l’Assurance maladie et plusieurs organisations professionnelles du secteur, un site internet qui sensibilise aux chutes en hauteur à vu le jour.

## Histoire

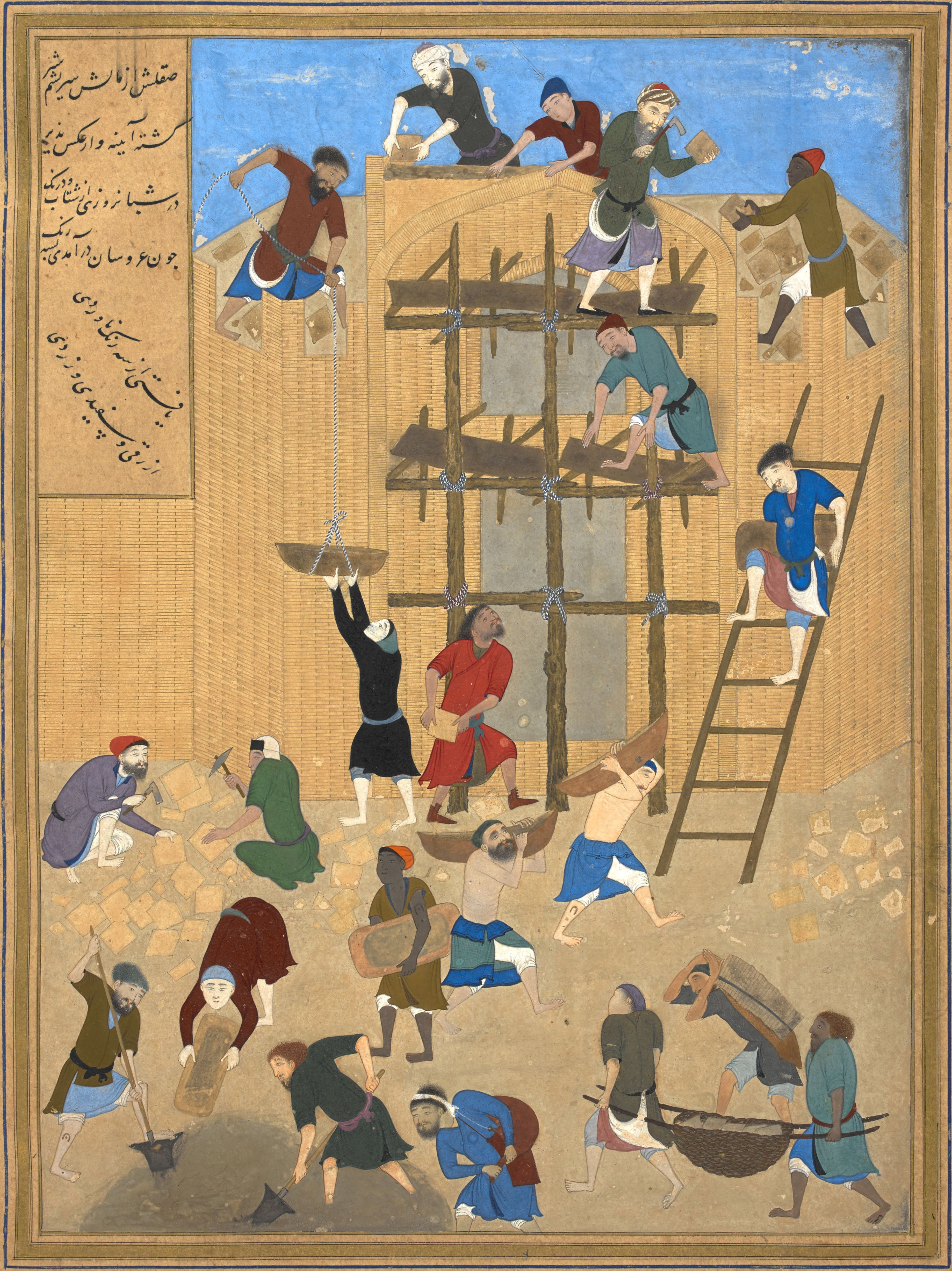
La construction d'un fort, Behzad, 1494-95, British Museum.

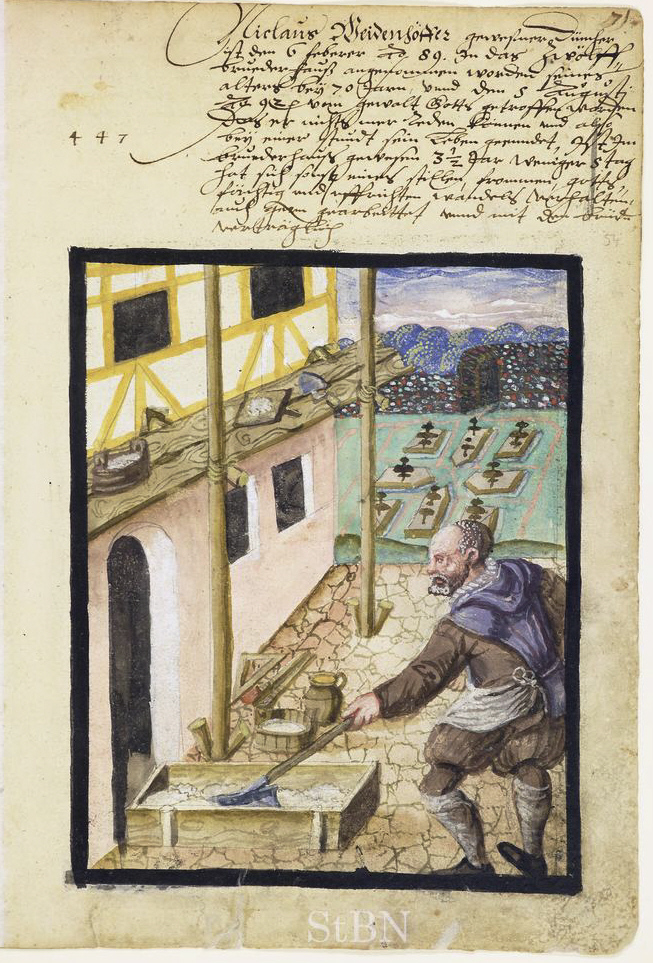
Niclaus Weidenhöffer, plâtrier et échafaudage constitué d'écoperches et de boulins.

Le travail d'amenée des matériaux à niveau pour qu'ils soient placés, surtout dans les pays dépourvus de bois de construction, s'est fait de temps immémoriaux au moyen de rampes, plan incliné, accumulation de briques crues. C'était ce moyen qui était utilisé en Égypte mais aussi du temps de la Rome antique.
Les échafaudages sont connus des Grecs sous le nom d’ikríon, généralement au pluriel : on le retrouve dans les ouvrages de Théophraste, qui recommande le figuier pour les échafaudages, comme pour tout support vertical au Livre V de son ouvrage Histoire des Plantes. Les Romains désignaient par machinae scansoriae les échafaudages. Ils furent appelés « chafauds » (du latin « catafalcum ») ou « échafauds », terme de sinistre mémoire, « échafaud » désignant aussi l'estrade où étaient placées la potence ou la guillotine dans les exécutions capitales. L'usage du terme échafaudage s'est généralisé au XIXe siècle à cause de l'association pernicieuse que faisait naître le mot échafaud dans les esprits ou pour oublier le désagréable souvenir des échafauds révolutionnaires. Le terme « échafaud » est toujours usité au Québec.
Échafaud désignait alors « une espèce de plancher qu'on fait pour s'élever à la hauteur des endroits où l'on a à travailler »[citation nécessaire]. L'échafaud le plus ordinaire était celui qui est fait avec des boulins scellés dans les murs et écoperches debout, liés ensemble avec des cordages, sur lesquels on pose des planches. Une terminologie se met en place autour du travail des échafaudages dont voici quelques termes :

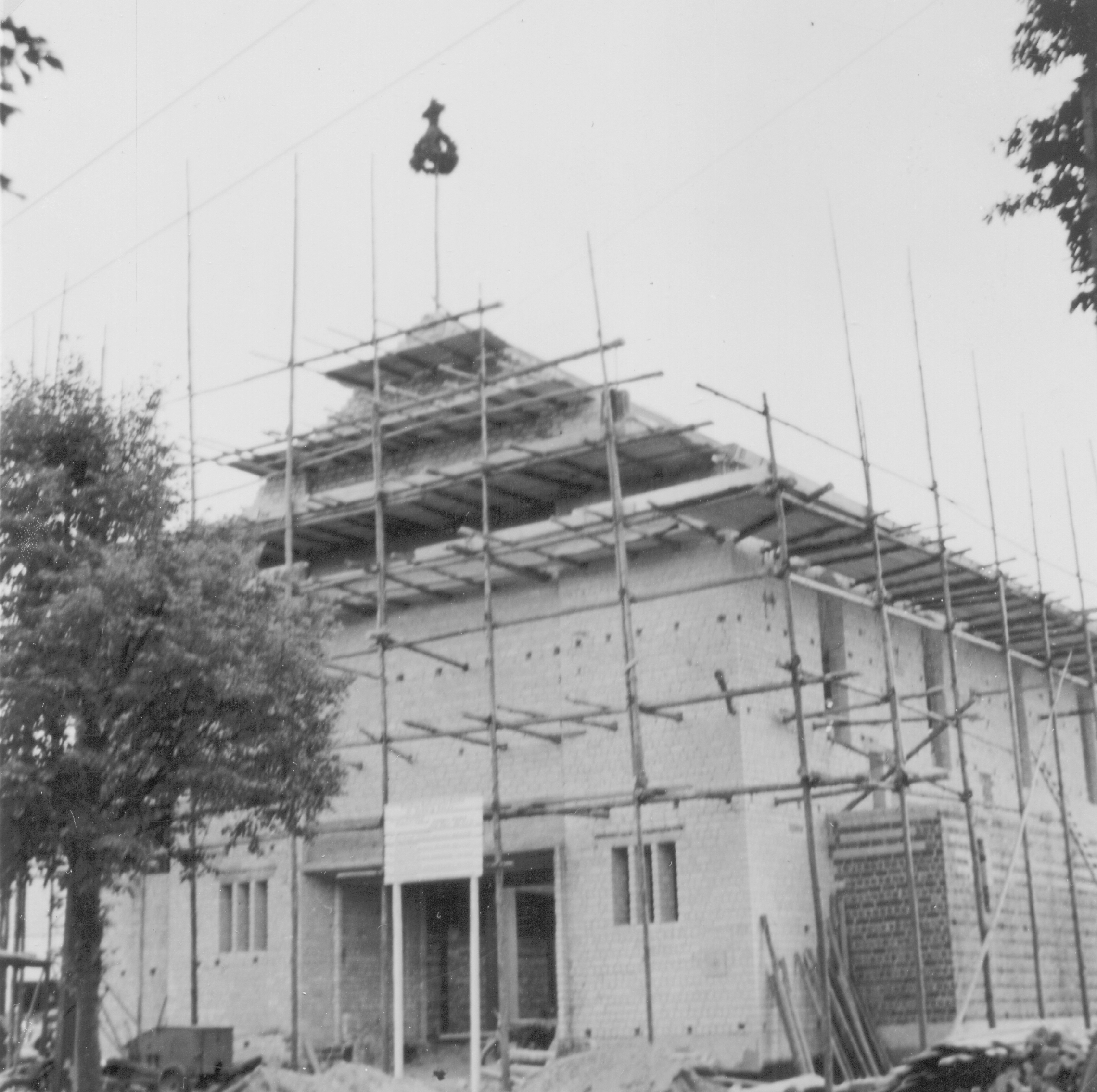
Échafaudages, les trous de boulins sont bien visibles.

- Baliveau - Grandes perches qui servent à faire plusieurs échafauds les uns sur les autres[M 2].
- Boulin - Morceau de bois rond que les maçons plaçaient dans des trous qu'ils font dans les murs, pour, avec les écoperches, faire des échafauds[M 2].
- Échafaud volant - Échafaud qui n'est composé que de boulins qui ont pour point d'appui ou le soubassement des croisées, ou suspendus par des cordages, sur lesquels boulins sont posées quelques planches[M 1].
- Écharpe - Cordage que l'on attache à l'œil de la louve ou au câble pour conduire une pierre que l'on monte avec une grue ou autre machine, pour empêcher qu'en vacillant, elle ne frotte le long des murs, ne s'accroche aux échafauds et ne s'épaufre[M 1].
- Échasse - Petit arbre de brin dont se servent les maçons pour faire leurs échafauds; il tient lieu d'écoperches[M 3].
- Écoperches - Pièces de bois de brin ou baliveaux qui servent à porter les échafauds et soutenir les boulins. On nomme aussi écoperche, une pièce de bois avec une poulie qu'on ajoute au bec d'une grue ou d'un engin pour lui donner plus de volée[M 3].
- Plat-bord - Anciennement, madrier provenant du déchirage de bateau servant aux échafauds[M 4].
- Remonter - Élever un mur plus haut qu'il n'était. C'est aussi assembler toutes les pièces d'un engin, d'une chèvre, d'un échafaud[M 5].
- Vingtaine - Moyen cordage dont on se sert pour faire les échafaudages et pour faire les verboquets[M 6].

Du haut de l'échafaudage, le brayeur, fort manœuvre affecté à cet ouvrage monte au moyen de cordes (appelées brayer) et de singes (machines composées d'un treuil qui tourne sur deux chevalets), les moellons, dans des espèces de civières appelées « bourriquet », ainsi que les baquets à mortier. (Voir l'usage des cordes dans la construction).

## Échafaudage en bambou
Dans de nombreuses parties du monde, les échafaudages sont construits en bambou. Les bambous noirs, petits et bien droits servent pour les intérieurs. Les bambous vert longs et flexibles pour les extérieurs. Seuls des bambous de plus de trois ans sont autorisés pour garantir une solidité. Les tiges de bambous sont attachées entre-elles par des lanières en fibre de coco.

## Galerie

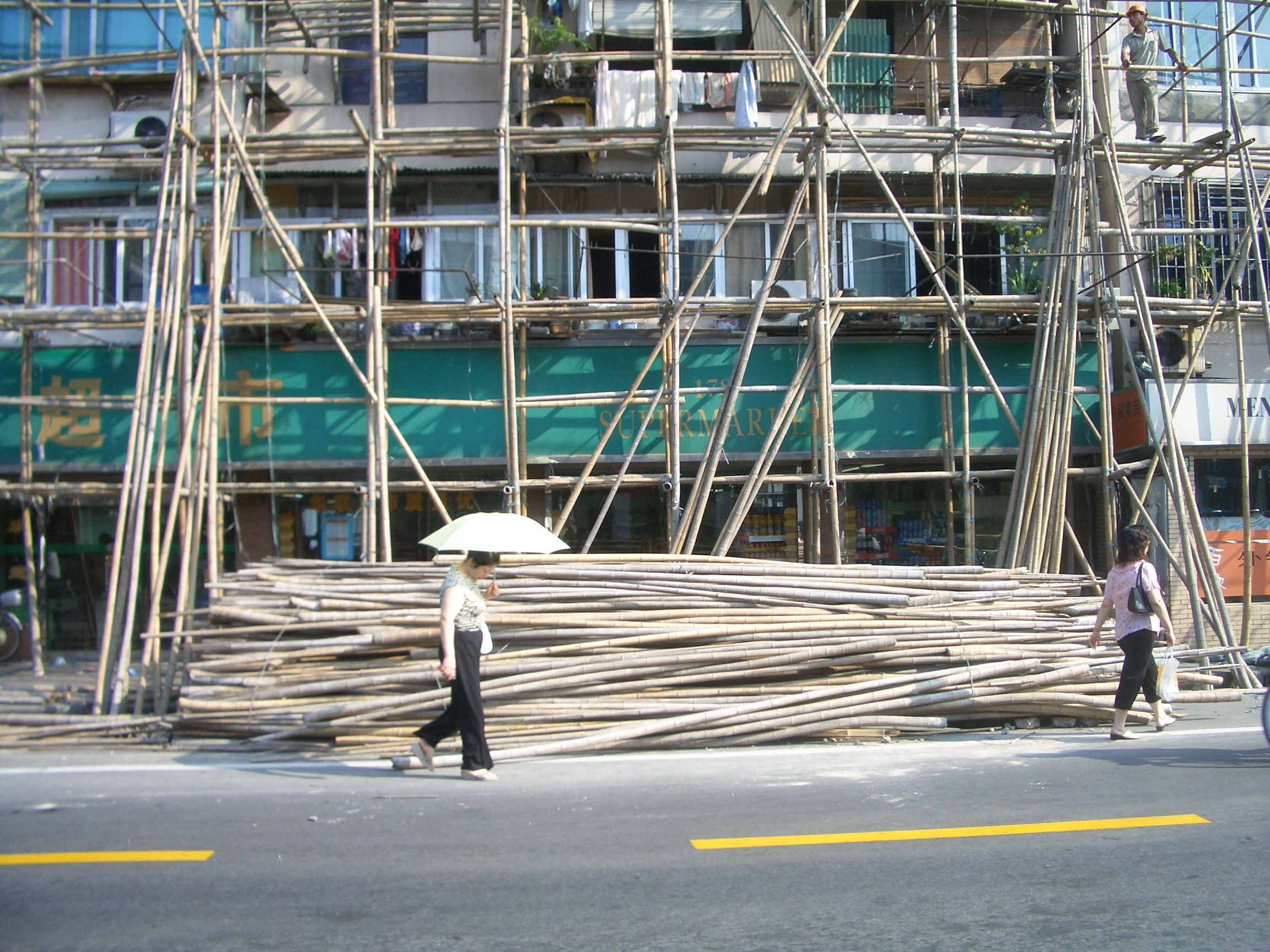
Échafaudage de bambous appelés 築棚, Hong Kong.
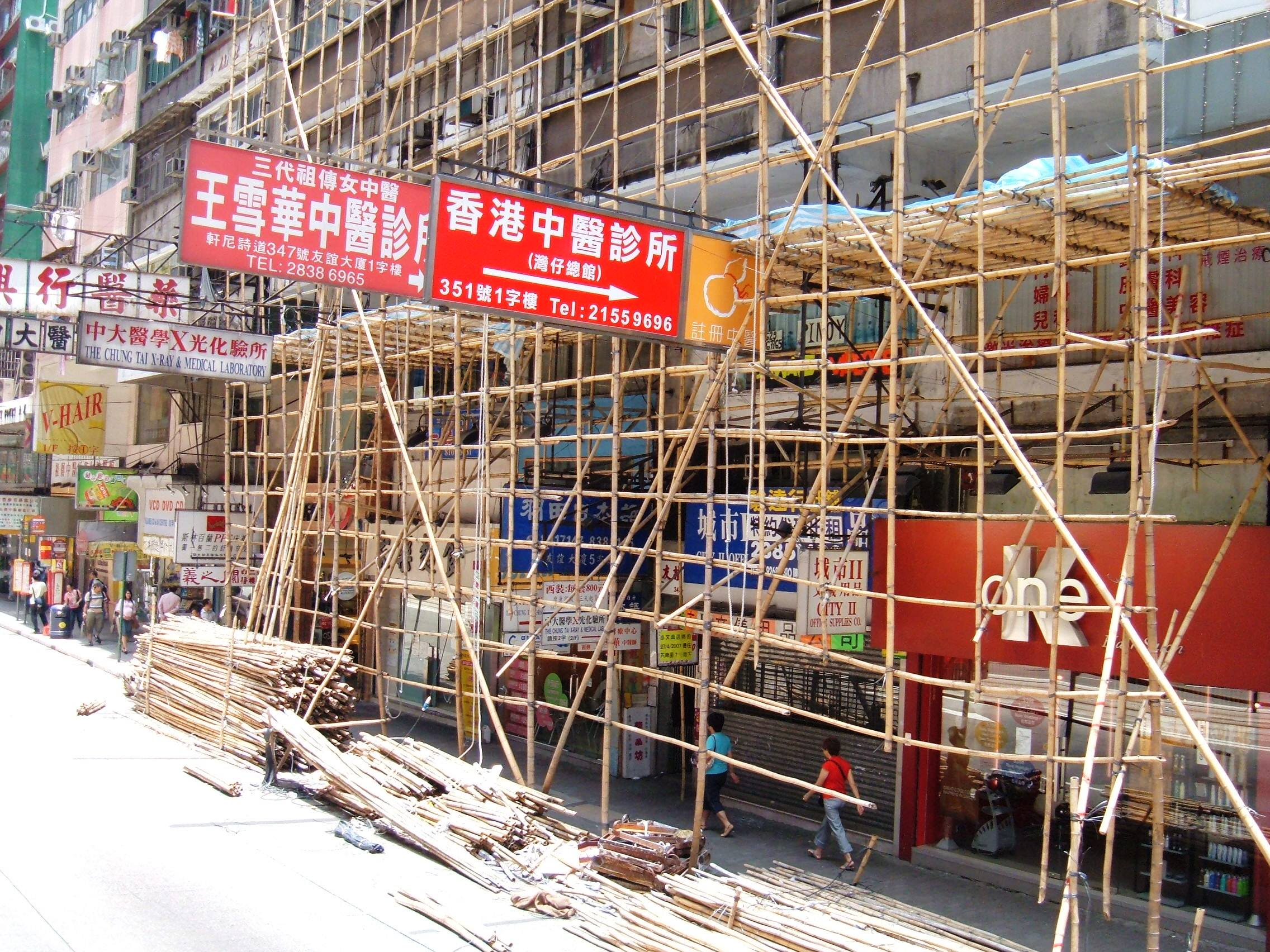
Échafaudage de bambous, Hong Kong.
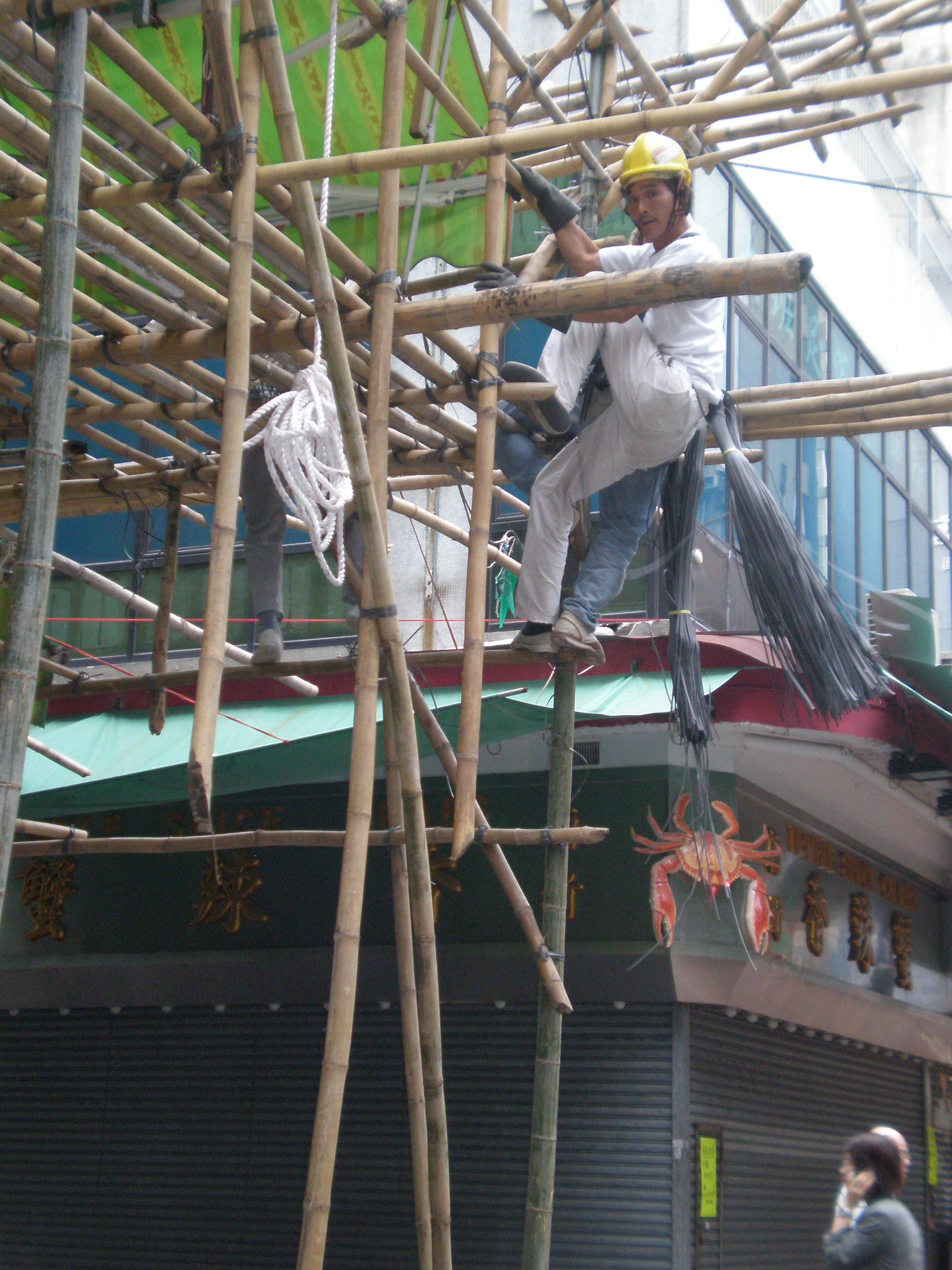
Montage d'un échafaudage de bambou, Hong Kong.
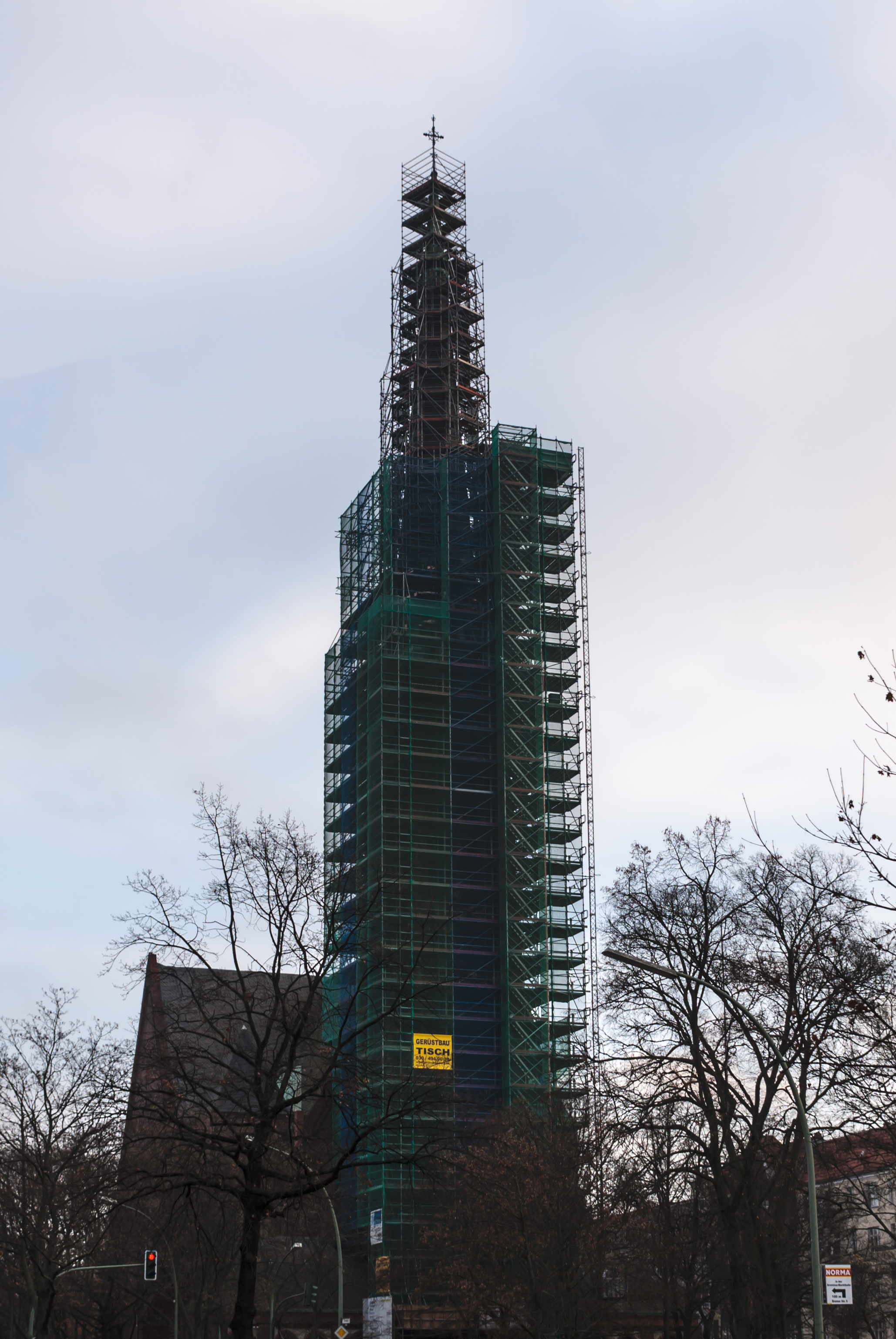
Église Saint-Sauveur de Berlin-Moabit avec échafaudage.
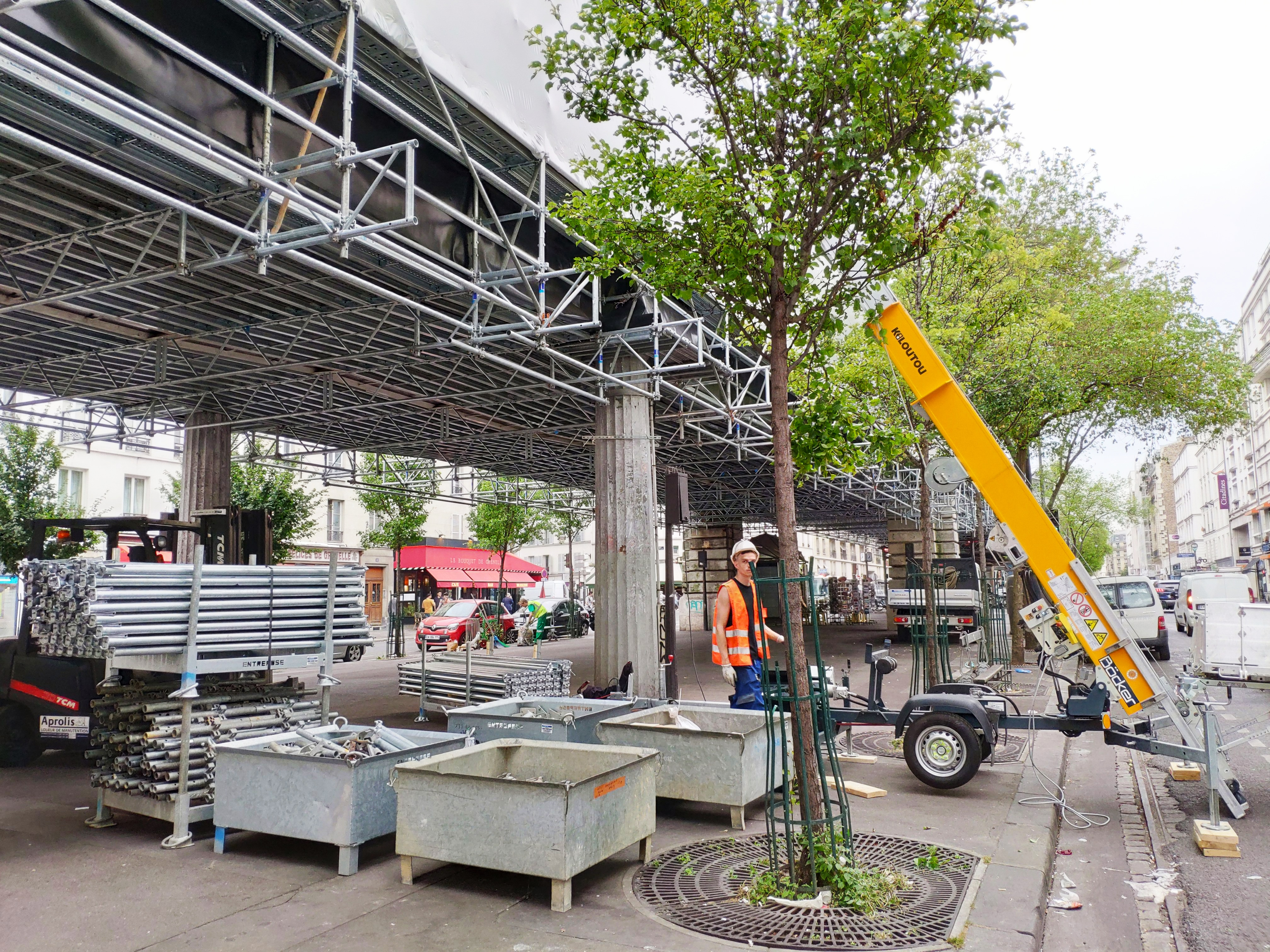
Échafaudage suspendu permettant aux ouvriers de travailler sous le tablier du métro aérien sans que l'installation ne gène les activités citadines comme la tenue du marché de Grenelle.
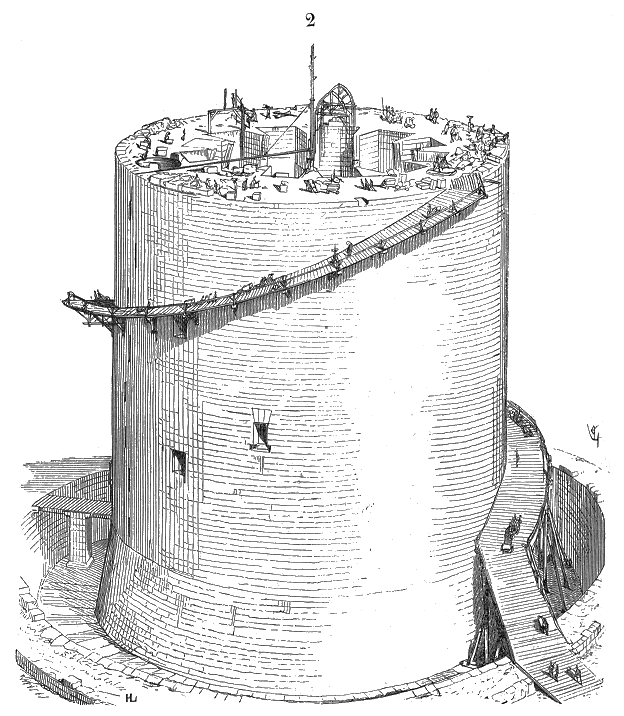
Échafaud construit sur le donjon de Coucy (d'après Viollet-le-Duc).